# Одонатология
Одонтологию — раздел энтомологии, изучающий представителей отряда стрекоз. Название науки происходит от научного латинского названия самого отряда — Odonata.
В области исследования стрекоз на рубеже XX и XXI веков работало более 700 исследователей более чем из 70 стран мира. В 1971 году прошёл Первый европейский симпозиум одонатологов, на котором было учреждено Международное общество одонатологов (The Societas Internationalis Odonatologica, S.I.O.) со штаб-квартирой при Утрехтском университете в Нидерландах. Оно с 1972 года начало издавать ежеквартальный журнал Odonatologica.

## Одонатологи
- Бартенев, Александр Николаевич — в период с 1907 по 1946 гг. опубликовал 83 работы по фауне, систематике, экологии и географическому распространению стрекоз[4].
- Белышев, Борис Фёдорович — основал уникальную по объёму коллекцию стрекоз, сделал Новосибирск центром одонатологических исследований СССР и России[4].
- Спурис, Зандис Давидович — одонатолог Латвийской ССР[4].
- Калверт, Филип Пауэлл — американский одонатолог, опубликовавший около 300 статей, посвященных стрекозам, и впервые создавший сводку региональной энтомофауны. Был президентом американского энтомологического сообщества[5].
- Лонгфилд Синтия — в 1937 году опубликовала книгу под названием «The Dragonflies of the British Isles».
- Макнилл Найалл — изучал личинок стрекоз.
- Мур Норман — в 1960 году совместно с Синтией Лонгфилд издал книгу о стрекозах.

- Сели-Лонгшан Мишель-Эдмонд.

- Тилльярд Роберт.

- Фрейзер Фредерик Чарльз.

- Хаген, Герман Август — первый американский одонатолог, описал более 100 североамериканских видов стрекоз[5].
- Харитонов, Анатолий Юрьевич[4].

Изучение стрекоз продолжается и в XXI веке. Ниже представлены российские специалисты, пишущие научные статьи и диссертации в рамках данного направления:
- Кетенчиев, Хасан Алиевич — доктор биологических наук (2002)[6], профессор Кабардино-Балкарского государственного университета им. Х. М. Бербекова.
- Попова, Ольга Николаевна — кандидат биологических наук (1999)[7], старший научный сотрудник института систематики и экологии животных сибирского отделения РАН (ИСиЭЖ СО РАН).
- Костерин, Олег Энгельсович
- Рязанова, Галина Ивановна — доктор биологических наук (1998)[8], доцент, старший научный сотрудник биологического факультета московского государственного университета им. М. В. Ломоносова.
- Сивцева, Лена Валентиновна — кандидат биологических наук (2024)[9], институт биологических проблем криолитозоны СО РАН.

## Общества
- Worldwide Dragonfly Association (WDA)[10]
- Societas Internationalis Odonatologica (SIO)[11]
- British Dragonfly Society (Великобритания, 1983)[12]
- OdonataCentral & The Dragonfly Society of the Americas (DSA, США, 1988)[13]
- Société Française d’Odonatologie (SFO, Франция)[14]
- Finnish Dragonfly Society (Финляндия)[15]
- Gesellschaft deutschsprachiger Odonatologen (GDO; Бонн, 1982)[16]
- The Japanese Society for Odonatology (Япония, 1957)[17]

## Институты
- The International Odonata Research Institute (IORI)[18]

## Фонды
- International Dragonfly Fund (IDF)[19]

## Конгрессы и симпозиумы
- 2017 WDA International Congress of Odonatology, Clare College Cambridge, США, 16 — 20 июля 2017.[20][21]
- 2015 International Congress of Odonatology, La Plata, Аргентина
- 2013 International Congress of Odonatology, Freising, Германия, 17 — 21 июня 2013.[22]
- 2012 International Congress of Odonatology, Odawara, Япония, 2013
- 6th WDA International Congress of Odonatology, Xalapa, Мексика, 7 — 12 июня 2009.[23]
- 5th WDA International Congress of Odonatology, Swakopmund, Намибия, 16 — 20 апреля 2007[24]
- 3rd WDA International Symposium of Odonatology, Beechworth, Австралия, 8-13 января 2003[25]
- 2nd WDA International Symposium of Odonatology, Gallivare, Швеция, июль 2001.
- 1999 International Congress of Odonatology and First Symposium of WDA (Colgate University, Нью-Йорк, 11-16 июля, 1999)[26]
- Первый Всесоюзный симпозиум одонатологов (Новосибирск, 1-3 июля 1986).[27]

## Журналы
- Argia (США, при обществе «OdonataCentral», с 1989)[28]
- Bulletin of American Odonatology (США, при обществе «OdonataCentral», с 1992)[29]
- International Journal of Odonatology (журнал при «Worldwide Dragonfly Association», с 2004)[30][31]
- Libellula (Германия, с 1981)[32]